# SberPay
SberPay — мобильная платёжная система, разработанная Сбербанком России, предназначенная для бесконтактной оплаты по картам платёжной системы «Мир» при помощи смартфона с использованием NFC. Является аналогом Google Pay, Samsung Pay, Mi Pay и Mir Pay.

## История
Сервис был запущен 9 июля 2020 года. SberPay позволяет оплачивать покупки как онлайн, так и офлайн. Оплату можно проводить через приложение Сбербанк Онлайн.
С 13 апреля 2022 года сервис стал недоступен для оплаты картами «Мир». Сбербанк заявил, что прекращение работы связано с «решением технического партнёра».
В ноябре 2022 года Сбербанк восстановил работу сервиса SberPay.